# Schloss Hüttenbach

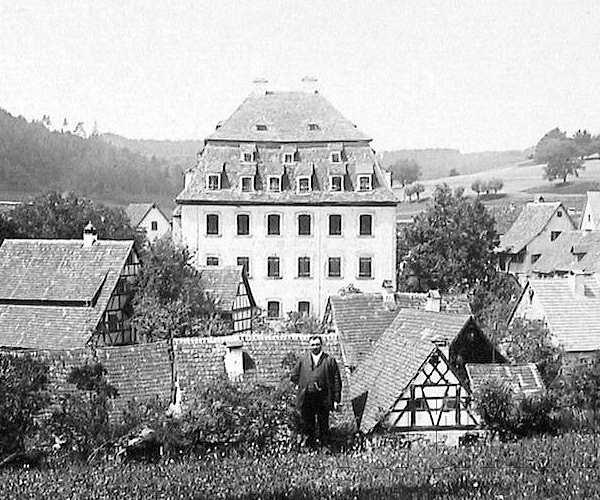
Schloss Hüttenbach

Schloss Hüttenbach ist ein barockes Schloss in Hüttenbach, einem Gemeindeteil von Simmelsdorf im Landkreis Nürnberger Land (Mittelfranken, Bayern).

## Geschichte
Bereits 1140 erschien mit Engelhard und Eschwin von Hüttenbach urkundlich ein Ministerialengeschlecht, von dessen Wasserburg an der Haunach teilweise noch der Wassergraben erhalten ist. 1254 ist ein Engelhard von Hüttenbach (d. J.) Zeuge für den Reichsministerialen Hiltpolt von Lauf-Hiltpoltstein. 1339 lebte hier ein Herdegen von Hüttenbach als Ministerialer Ludwigs des Bayern. Spätestens um 1400 war der Sitz in den Händen eines Philipp Hiltpoltsteiner, ebenfalls ein Nachfahre aus der Hiltpoltstein-Rothenberger Dienstmannschaft. Anfang des 15. Jahrhunderts übernahm Phillip Hilpoltsteiner die Herrschaft. Dessen Neffe Caspar verkaufte 1487 die Anlage an Heinrich Türriegel von Riegelstein. Über den Nürnberger Losunger gelangte Hüttenbach 1504 in den Besitz der Herren von Seckendorff, die bereits 1528 Ort und Burg an Pankratz Lochner zu Winterstein weiterveräußerten. Viele Generationen blieb Hüttenbach im Besitz der Lochner von Hüttenbach blieb. Die Lochner, 1814 in den bayerischen Freiherrenstand erhoben, besaßen Hüttenbach bis zum Jahre 1906.

## Bauhistorie
Der älteste Teil des Schlosses stammt aus dem 15. Jahrhundert. Der Südteil des Schlosses wurde 1766 im Auftrag Karl Dietrich von Lochners errichtet. 1766 ließ Carl Dietrich Lochner an Stelle der alten Burg ein neues Barockschloss errichten. Die Lochner besaßen Hüttenbach bis zum Jahre 1906. Über die Bankiersfamilie Plochmann gelangte das gesamte Anwesen 1934 an den Verein Schloss Hüttenbach e.V. Der Verein hat das Schloss von 1979/80 bis 1990 aufwändig restauriert, unter anderem durch Unterfangung mit einem Betonsockel.
Das Schloss ist in der Liste der Baudenkmäler in Simmelsdorf folgendermaßen beschrieben:
Ehemaliger Herrensitz:
- Nordflügel: dreigeschossiger Rechteckbau mit abgewalmtem Satteldach, im Kern 1493 (dendrochronologisch datiert), Umbau 1568 (dendrochronologisch datiert), 1766 und 1792 (dendrochronologisch datiert)
- Hauptbau: dreigeschossiger Mansardwalmdachbau mit Hauskapelle, 1766; mit Ausstattung
- Innere und äußere Schlossmauer: wohl 18. Jahrhundert